# Uetliberg
L'Uetliberg o Üetliberg (letteralmente in tedesco: monte Utli) è un picco montuoso alto 870 metri che delimita il confine occidentale della città di Zurigo. Compreso tra i fiumi Sihl e Reppisch, con un versante nel comune di Zurigo e l'altro versante, a sud-ovest, nei comuni di Uitikon e Stallikon, il suo punto più alto si erge a soli 415 metri sopra il corso della Limmat.

## Geografia
L'Uetliberg è parte di una lunga collina, che inizia va dal villaggio di Herferswil fino alla città di Schlieren.

## Infrastrutture
Il punto più alto, direttamente affacciato sulla città di Zurigo, ospita l'antenna di trasmissione televisive di Zurigo. Il luogo è molto popolare per gli abitanti di Zurigo, direttamente accessibile da una linea ferroviaria dalla stazione centrale di Zurigo, e offre un panorama eccezionale della città, del lago di Zurigo e con il bel tempo anche delle Alpi. C'è anche un ristorante in cima, così come una torre più bassa della torre delle trasmissioni, ma accessibile ai visitatori.

## Trasporti
L'Üetliberg è e collegato alla città di Zurigo dalla linea S-Bahn S 10 (Uetlibergbahn) dalla stazione centrale di Zurigo, con una cadenza generalmente di 30 minuti. Dalla stazione ferroviaria alla cima, sono circa dieci minuti a piedi. Il settore è accessibile solo in treno e con mezzi di trasporto leggeri. La circolazione dei veicoli è vietata.

## Storia
L'Uetliberg è stato abitato fin dall'età del bronzo. Oggi ci sono ancora resti archeologici. Durante la seconda guerra mondiale furono costruiti dei bunker a protezione della città di Zurigo, facenti parte della linea della Limmat.